# 1/2 − 1/4 + 1/8 − 1/16 + ⋯
У математици, бесконачни низ 1/2 − 1/4 + 1/8 − 1/16 + · · · је једноставан пример наизменичног низа који конвергира апсолутно.
То је геометријски низ чији је први термин 1/2 и чији је количник -1/2, тако да му је збир
{\displaystyle {\frac {1}{2}}-{\frac {1}{4}}+{\frac {1}{8}}-{\frac {1}{16}}+\cdots ={\frac {1/2}{1-(-1/2)}}={\frac {1}{3}}.}

## Хакенбуш и суреалс
Благо преуређење низа чита
{\displaystyle 1-{\frac {1}{2}}-{\frac {1}{4}}+{\frac {1}{8}}-{\frac {1}{16}}+\cdots ={\frac {1}{3}}.}
Серија има облик позитивног целог броја, плус низ који садржи све негативне снаге два са било позитивним или негативним предзнаком, тако да може да се преведе у бескрајни плаво-црвени Хакенбуш стринг који представља надреални број 1/3:
ЛРРЛРЛР… = 1/3.
Нешто једноставнији Хакенбушев низ елиминише понављање Р:
ЛРЛРЛРЛ… = 2/3.
Што се тиче Хакенбушеве игре структуре, ова једначина значи да одбор приказан на десној страни има вредност 0; који год играч помера други има добитну стратегију.

## Повезани редови
- Изјава да је 1/2 − 1/4 + 1/8 − 1/16 + · · · апсолутно конвергентан значи да је низ 1/2 + 1/4 + 1/8 + 1/16 + · · · конвергентан. У ствари, овај други ред конвергира у 1, и доказује да је један од бинарних експанзија 1 0.111 ....
- Упаривање до услова низа 1/2 - 1/4 + 1/8 - 1/16 · · · резултира у другом геометријском низу са истом сумом, 1/4 + 1/16 + 1/64 + 1 / 256 · · ·. Овај низ је један од првих који се сумира у историји математике; коришћен је од стране Архимеда у 250-200 п. н. е.[3]
- Еулер трансформација дивергентног низа 1 - 2 + 4 - 8 + · · · је 1/2 - 1/4 + 1/8 - 1/16 · · · . Стога, иако прошли низ нема суму у уобичајеном смислу, он је Еулер сумирање до 1/3.[4]